# إسالة

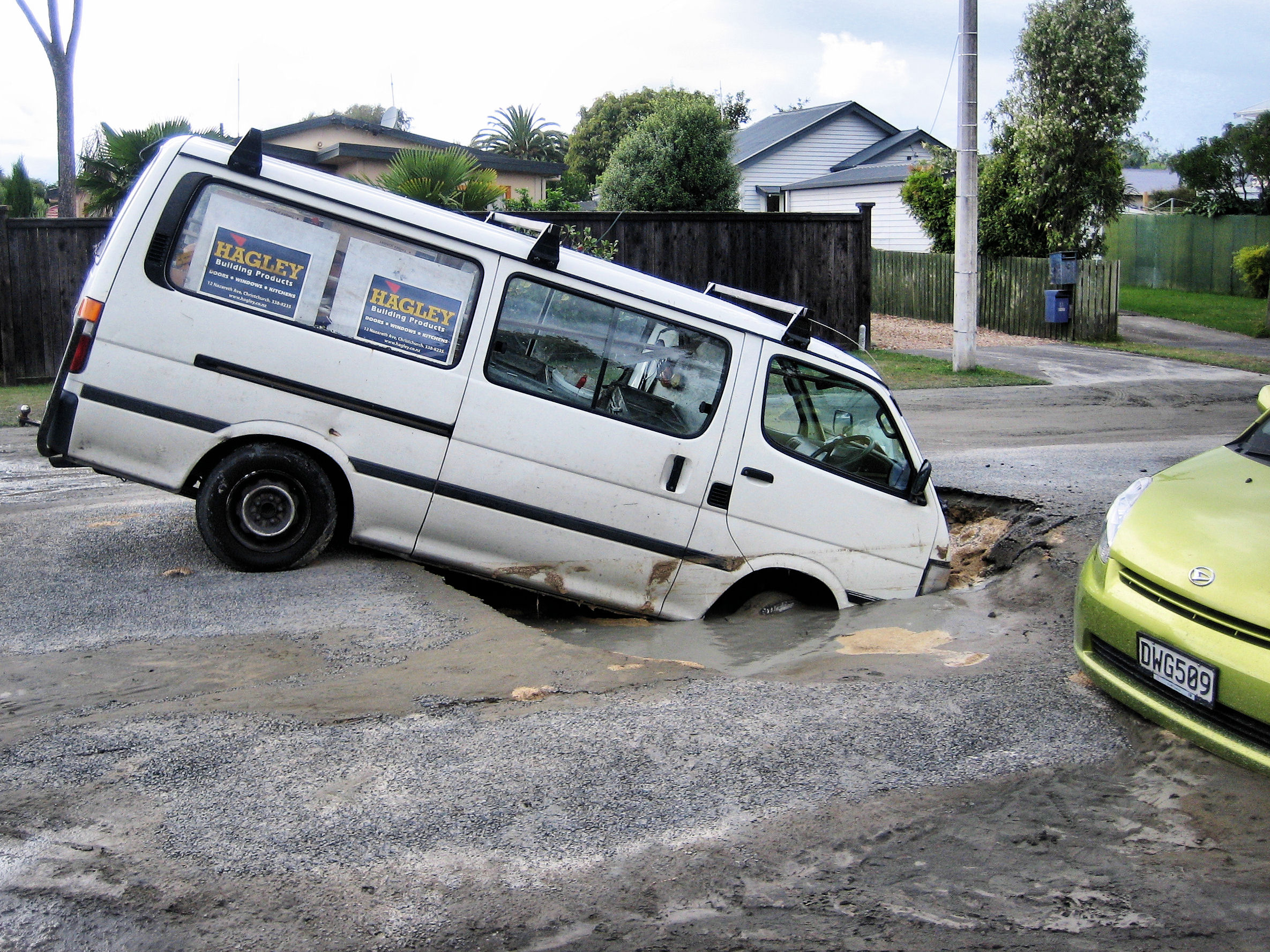
عواقب تسيل التربة.

الإسالة أو التسييل أو التمييع في الفيزياء يعني تحويل شيء ما إلى الحالة السائلة. ويمكن للتمييع أن يتم من الحالة الغازية إلى الحالة السائلة من خلال التكثيف، وعادة بالتبريد، أو التحول من الحالة الصلبة إلى الحالة السائلة من خلال الانصهار، وعادة يتم بالتسخين أو بالطحن والخلط مع سائل آخر لتحفيز الانحلال. ويشير التمييع في الفيزياء والكيمياء، والهندسة الوراثية إلى عملية تكاثف الغاز إلى سائل. في حين أنه في الجيولوجيا، يشير إلى عملية انهيار أو تصرف الرواسب الطفلية المشبعة بالماء كمائع.
وفي صناعة المحروقات، يشير التسييل إلى إعادة تشكيل الفحم أو الغاز إلى شكل سائل بحيث يسهل نقله واستخدامه كوقود، وقد قام الألمان خلال الحرب العالمية الثانية بتسييل الفحم عندما تعذر الحصول على النفط لتموين القوات المحاربة بالوقود، وكان ذلك باهظ الثمن بالمقارنة بتكلفة البترول وتصفيته.

## طالع أيضًا
- تسييل الغاز
- تسييل الغازات